# Fritz Klopper
Friedrich „Fritz“ Klopper (* 29. Juli 1889 in Augsburg; † 15. Februar 1929 in Deggendorf) war ein deutscher Komponist und Musikpädagoge an der Augsburger Musikhochschule.

## Leben und Werk

Notenblatt von Fritz Kloppers op. 32, Vierte Klaviersonate

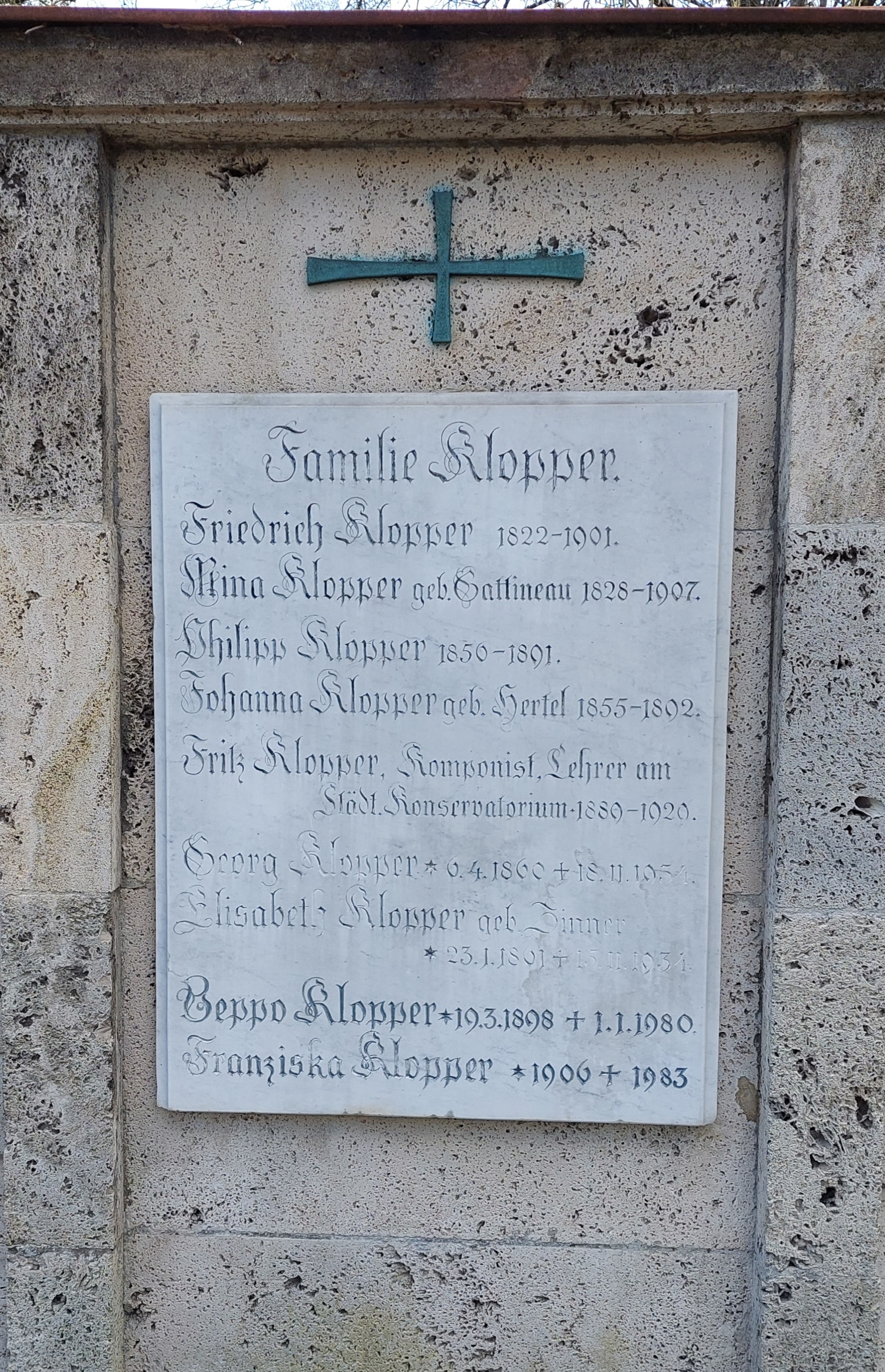
Gedenktafel an der Grabstätte von Fritz Klopper auf dem Protestantischen Friedhof Augsburg

Fritz Klopper entstammte einer angesehenen Augsburger Fabrikantenfamilie. Seine Eltern waren der Kaufmann und „Fabrikant für Trauerwaren“ Georg Klopper (1860–1954) und dessen Ehefrau Elisabeth, geb. Zinner (1861–1934). Er wuchs mit zwei jüngeren Brüdern in Augsburg auf. Nach dem Besuch der Realschule in Weilheim bis 1905 und einer kurzen Tätigkeit in der väterlichen Firma studierte Klopper zunächst am Augsburger Konservatorium (heute Leopold-Mozart-Zentrum der Universität Augsburg). Von 1908 bis 1912 setzte er seine musikalische Ausbildung an der Königlichen Akademie der Tonkunst in München fort, wo er im zweiten Studienjahr Kompositionslehre bei Viktor Gluth belegte.
Im Ersten Weltkrieg diente Klopper von 1916 bis 1918 als Infanterist an der Westfrontund nahm an mehreren Schlachten und Gefechten in Frankreich und Belgien teil, darunter die Schlacht um Verdun, die Schlacht von Reims und die Schlacht an der Marne. In den Kriegsstammrollen des Königreichs Bayern wird sein Wohnort für diesen Zeitraum mit München, Triftstraße 5 III angegeben. Aus dem Krieg kehrte Klopper mit einer schweren Tuberkulose-Erkrankung zurück, die seine Gesundheit dauerhaft beeinträchtigte.
Nach Kriegsende wirkte Klopper von 1918 bis 1926 als Lehrer für Musiktheorie und Komposition am städtischen Konservatorium in Augsburg. In dieser Zeit baute er auch die zugehörige Musikbücherei auf und leitete diese. Zu seinen Schülern zählten Otto Jochum, Willi Leininger und Karl Meister. Parallel zu seiner Lehrtätigkeit arbeitete Klopper als Musikkritiker für die Tageszeitung Augsburger Neueste Nachrichten.
Als Komponist schuf Klopper, beeinflusst von Max Reger und der Neuen Münchner Schule, ein vielfältiges Œuvre. Sein Schwerpunkt lag auf Klavier- und Kammermusik, doch komponierte er auch sinfonische, geistliche und Orgelwerke. In Augsburg wurden zahlreiche seiner Kompositionen aufgeführt. Besprechungen seiner Kompositionen erschienen in renommierten Musikzeitschriften, beispielsweise im 2. Halbjahr 1924 in Die Musik und 1925 in der Neuen Musik-Zeitung.
Im Jahr 1926 wurde Klopper zum Studienrat ernannt, musste jedoch krankheitsbedingt in den vorzeitigen Ruhestand treten. Seine letzten Lebensjahre verbrachte er im Sanatorium am Hausstein im niederbayerischen Landkreis Deggendorf. Dort starb Fritz Klopper am 15. Februar 1929 im Alter von 39 Jahren. Er fand seine letzte Ruhestätte auf dem Protestantischen Friedhof in seiner Geburtsstadt Augsburg, wo das Familiengrab der Familie Klopper erhalten ist. 

## Gedenken
August Schmid-Lindner, Professor an der Münchner Akademie, verfasste 1946 einen Beitrag für die Schwäbische Landeszeitung, in dem er Fritz Klopper im Kontext der Augsburger Musiktraditionen würdigte: 

„[…] so habe ich nur noch eines dritten Mannes zu gedenken, der auf Grund seiner Fähigkeiten wie seiner Charaktereigenschaft dazu berufen schien, die Traditionen Schletterers und W[ilhelm] Webers in würdiger Weise fortzuführen, dessen Kräfte aber leider in der Blüte der Jahre durch ein tückisches Schicksal lahmgelegt wurden. Ich spreche von Fritz Klopper, diesem bei seiner Schülerschaft und Freunden unvergessenen Künstler, dessen reiches Schaffen, hauptsächlich auf dem Gebiete der Kammermusik, nicht dauernd unbeachtet bleiben sollte. Diese ernsten, kontrapunktisch durchbluteten Werke großen Stils würdig zur Geltung zu
bringen, muß Aufgabe der ersten aus unseren Reihen sein, denn es handelt sich um mehr als etwa nur einen Pietätsakt von lokaler Bedeutung.“

Fritz Kloppers Nachlass (vor allem Partituren, Notendrucke, Briefe und Manuskripte) befindet sich im Stadtarchiv Augsburg.

## Ehrungen
In Augsburg-Inningen wurde 1973 die Fritz-Klopper-Straße nach ihm benannt.

## Werke (Auswahl)
- Morsche Rinden: nach einem Gedicht von Hanny Netesh; für Klavier. Halbreiter, München 1918.
- Sonaten-Trilogie:
  - 1. In fis für Klavier. - Pl.Nr. 6255
  - 2. In e für Geige u. Klavier. - Pl.-Nr. 6297
  - 3. In C für Cello und Klavier. - Pl.-Nr. 6815
- Violin-Sonate: e-Moll; op. 14/1. Böhm, Augsburg/Wien 1926.
- Vier Lieder: für 1 Singstimme u. Pianoforte; op. 28. Böhm, Augsburg/Wien
- Vier Liebeslieder; op. 29
- Erlösung; op. 30
- Musikantenzug; op. 31/1
- Nachtwandler; op. 31/2
- 4. Klaviersonate fis-moll; op. 32/4